# Coupe d'Afrique des vainqueurs de coupe de football 1990
Navigation
Édition précédente Édition suivante
La Coupe d'Afrique des vainqueurs de coupe de football 1990 est la seizième édition de la Coupe d'Afrique des vainqueurs de coupe. 
Cette compétition qui oppose les vainqueurs des Coupes nationales voit le sacre du club des BCC Lions du Nigéria, dans une finale qui se joue en deux matchs face aux Tunisiens du Club africain. Il s'agit du tout premier titre continental pour le BCC Lions. Cette finale vient illustrer la domination des deux pays dans la compétition : en effet, c'est la 4e finale en six éditions pour le Nigéria et la 3e en quatre ans pour la Tunisie.
Pour la première fois, une équipe des Seychelles participe à la compétition. Il s'agit du club d'Anse-aux-Pins FC qui est éliminé sans gloire par les Tanzaniens de Pamba SC. Le score des deux rencontres est sans appel et est un record puisque les Seychellois sont battus 17 buts à 1 (défaite 5-0 à domicile puis 1-12 en Tanzanie).

## Tour préliminaire
| Équipe 1          | Résultat | Équipe 2                       | Aller | Retour |
| ----------------- | -------- | ------------------------------ | ----- | ------ |
| Anse-aux-Pins FC  | 1 - 17   | Pamba SC                       | 0 - 5 | 1 - 12 |
| Desportivo Maputo | 4 - 0    | Royal Lesotho Defence Force FC | 2 - 0 | 2 - 0  |
| Liberté FC        | 1 - 2    | Tourbillon FC                  | 0 - 0 | 1 - 2  |
| Moneni Pirates    | 1 - 6    | Vital’O FC                     | 0 - 0 | 1 - 6  |

## Premier tour
| Équipe 1                | Résultat      | Équipe 2                     | Aller | Retour |
| ----------------------- | ------------- | ---------------------------- | ----- | ------ |
| 'Al Merreikh OmdurmanT' | 3 - 0         | Al Soukour Tobrouk abandon   | 3 - 0 | -      |
| BCC Lions               | 2 - 1         | Entente II Lomé              | 1 - 0 | 1 - 1  |
| Kenya Breweries         | 2 - 1         | Villa SC                     | 0 - 0 | 2 - 1  |
| Darryn T FC             | 1 - 5         | Red Arrows FC                | 1 - 4 | 0 - 1  |
| Desportivo Maputo       | 1 - 1 5-3 tab | Ferroviário da Huíla         | 0 - 1 | 1 - 0  |
| ASF Bobo-Dioulasso      | 0 - 3         | Maghreb de Fès               | 0 - 1 | 0 - 2  |
| Mankona Guéckédou       | 0 - 4         | AS Sotra                     | 0 - 2 | 0 - 2  |
| LPRC Oilers             | 0 - 1         | East End Lions               | 0 - 0 | 0 - 1  |
| Olympic Real de Bangui  | 1 - 1 3-4 tab | Requins de l'Atlantique FC   | 1 - 0 | 0 - 1  |
| Pamba SC                | 1 - 2         | BTM Antananarivo             | 0 - 0 | 1 - 2  |
| Rayon Sports FC         | 1 - 3         | Diables noirs de Brazzaville | 1 - 0 | 0 - 3  |
| AS Real Bamako          | 1 - 4         | Hearts of Oak                | 1 - 2 | 0 - 2  |
| RC Relizane             | 1 - 6         | Club africain                | 1 - 4 | 0 - 2  |
| Tourbillon FC           | 0 - 2         | Petrosport FC                | 0 - 0 | 0 - 2  |
| US Ouakam               | 3 - 0         | Tonnerre Yaoundé             | 2 - 0 | 1 - 0  |
| Vital’O FC              | 2 - 2 5-3 tab | AS Kalamu                    | 1 - 1 | 1 - 1  |

## Huitièmes de finale
| Équipe 1                     | Résultat      | Équipe 2                | Aller | Retour |
| ---------------------------- | ------------- | ----------------------- | ----- | ------ |
| Kenya Breweries              | 1 - 1e        | BTM Antananarivo        | 1 - 1 | 0 - 0  |
| Desportivo Maputo            | 3 - 2         | Red Arrows FC           | 3 - 2 | 0 - 0  |
| Requins de l'Atlantique FC   | 0 - 1         | US Ouakam               | 0 - 0 | 0 - 1  |
| AS Sotra                     | 2 - 3         | Hearts of Oak           | 1 - 1 | 1 - 2  |
| Petrosport FC                | 2 - 2 3-4 tab | Al Merreikh Omdurman'T' | 2 - 0 | 0 - 2  |
| Maghreb de Fès               | 1 - 4         | Club africain           | 1 - 0 | 0 - 4  |
| East End Lions               | 0 - 2         | Vital’O FC              | 0 - 0 | 0 - 2  |
| Diables noirs de Brazzaville | 2 - 3         | BCC Lions               | 2 - 0 | 0 - 3  |

## Quarts de finale
| Équipe 1          | Résultat      | Équipe 2                | Aller | Retour |
| ----------------- | ------------- | ----------------------- | ----- | ------ |
| BTM Antananarivo  | 0 - 1         | Al Merreikh Omdurman'T' | 0 - 0 | 0 - 1  |
| Desportivo Maputo | 2e - 2        | Vital’O FC              | 1 - 0 | 1 - 2  |
| Hearts of Oak     | 2 - 2 5-6 tab | Club africain           | 2 - 0 | 0 - 2  |
| US Ouakam         | 1 - 4         | BCC Lions               | 0 - 1 | 1 - 3  |

## Demi-finales
| Équipe 1              | Résultat      | Équipe 2      | Aller | Retour |
| --------------------- | ------------- | ------------- | ----- | ------ |
| Desportivo Maputo     | 3 - 7         | BCC Lions     | 2 - 1 | 1 - 6  |
| Al Merreikh OmdurmanT | 1 - 1 3-4 tab | Club africain | 1 - 0 | 0 - 1  |

## Finale
| 24 novembre 1990 | BCC Lions                                 | 3 - 0 | Club africain | Surulere Stadium, Lagos                       |                                               |
| | Fuludu 38e (pen.) · Agum 84e · Igwilo 89e | |               | Spectateurs : 30 000 Arbitrage : Ally Hafidhi | Spectateurs : 30 000 Arbitrage : Ally Hafidhi |
| Abbingi – Agum, Elijah, Ugwu, Afiomah – Igwilo, Cassidy (Toyin Ayinla), Fuludu, Kpakor (Alumum Aule) – Angwe, Humphrey Jebba | Équipes                                   | Tayech – Bergaoui, Saïdi, Adel Rouissi, Amdouni – S.Sellimi, Abdelhak, Nasri, Yaacoubi – Touati (Bouhali), F.Rouissi |               | Spectateurs : 30 000 Arbitrage : Ally Hafidhi | Spectateurs : 30 000 Arbitrage : Ally Hafidhi |

| 8 décembre 1990 | Club africain | 1 - 1 | BCC Lions | Stade olympique d'El Menzah, Tunis                  |                                                     |
| | Mhaissi 77e   | | Angwe 36e | Spectateurs : 50 000 Arbitrage : Eganaden Cadressen | Spectateurs : 50 000 Arbitrage : Eganaden Cadressen |
| Maghzaoui – Bergaoui, Adel Rouissi (Saïdi), Amdouni, Mhaissi – S.Sellimi, L.Rouissi, Nasri, Mehri (Abdelhak) – Touati, F.Rouissi | Équipes       | Abbingi – Agum, Elijah, Ugwu, Ndubueze, Afiomah – Igwilo, Toyin Ayinla, Fuludu (Cassidy) – Angwe, Humphrey Jebba (Kpakor) |           | Spectateurs : 50 000 Arbitrage : Eganaden Cadressen | Spectateurs : 50 000 Arbitrage : Eganaden Cadressen |

## Vainqueur
| Coupe d'Afrique des vainqueurs de coupe Vainqueur 1990 |
| ------------------------------------------------------ |
| BCC Lions Premier titre                                |